# Giustino, Trento
Giustino är en ort och kommun i provinsen Trento i regionen Trentino-Sydtyrolen i Italien. Kommunen hade 745 invånare (2018).